# Frank Böhmert
Frank Böhmert (* 30. März 1962 in Berlin) ist ein deutscher Schriftsteller.
Böhmert brach seine Schullaufbahn kurz vor dem Abitur ab und nahm in der Folgezeit diverse Jobs an. Parallel dazu verfasste er in den 1980er Jahren rund hundert Kurzgeschichten. Die Geschichte Harry will Walross werden wurde von Damir Lukačević (Träger des Bundesfilmpreises) verfilmt.
Mitte der 1990er Jahre erhielt Böhmert das Autorenstipendium der Stiftung Preußische Seehandlung.
Im Jahr 2003 schrieb Böhmert für die Perry-Rhodan-Buchreihe Andromeda den Roman Die Sternenhorcher, welcher für den Kurd-Laßwitz-Preis nominiert wurde. 2004 setzte er mit Die Traumkapseln in der Odyssee sein Schaffen für die Serie fort, das mit dem Schreiben des Bandes 2341 der Hauptserie seinen bisherigen Abschluss fand. Im März 2007 erschien sein Roman Die PSI-Fabrik als fünfter Band der Perry-Rhodan-Reihe Der Posbi-Krieg. 2016 wurde seine Kurzgeschichte Operation Gnadenakt mit dem Deutschen Science Fiction Preis als „Beste Kurzgeschichte“ ausgezeichnet.
Böhmert ist zudem als Übersetzer hervorgetreten. Neben Fantasy-Literatur übertrug er unter anderem auch den Roman Die Reifeprüfung (The Graduate) von Charles Webb ins Deutsche.

## Werke (Auswahl)
- Lena Schlangenbändigerin. Kurzgeschichte 2000
- Ob Monster oder Maus – wir passen darauf auf! Kurzgeschichte 2000
- Der Elefant auf dem Dach. Roman 2001, ISBN 3-93528439-X
- Die Sternenhorcher. Roman 2003, ISBN 3-4538-6508-1
- Die Traumkapseln. Roman 2004, ISBN 3-4538-7393-9
- Die Entführung des Osterhasen. Kurzgeschichte 2005
- PERRY RHODAN Sternenozean-Zyklus. Hörspiel-Adaptationen, 2006
- Die PSI-Fabrik. Roman 2007, ISBN 978-3-453-53266-3
- Ein Abend beim Chinesen. Beste Geschichten. Kurzgeschichtensammlung 2009, ISBN 978-3-8391-0096-7
- Ein cooler Hund. Kurzgeschichten 2011, ISBN 978-3-942533-21-8
- Bloß weg hier! Roman 2011. ISBN 978-3-942396-10-3

## Übersetzungen (Auswahl)
- David Benioff: 25 Stunden
- Niel Bushnell: Jack Morrow und das Grab der Zeit
- Tracy Hickman: Lieder vom Sternenwind
- Raymond Khoury: Menetekel
- Richelle Mead: Dark Swan
- Cherie Priest: Boneshaker
- Alice Rawsthorn: Yves Saint Laurent. Die Biographie
- James Tiptree junior: Quintana Roo (Sämtliche Erzählungen, Band 5)
- Charles Webb: Die Reifeprüfung
- Roxanne St. Claire:  Schön Schöner Tot